# Yichuan (Yan’an)

Lage des Kreises Yichuan auf dem Gebiet der bezirksfreien Stadt Yan’an

Der Kreis Yichuan (chinesisch 宜川县, Pinyin Yíchuān Xiàn) ist ein Kreis der bezirksfreien Stadt Yan’an im Norden der Provinz Shaanxi. Er hat eine Fläche von 2.937 km² und zählt 112.090 Einwohner (Stand: Zensus 2020).
Das Kreisgebiet erstreckt sich entlang des Gelben Flusses, der als Grenzfluss die Provinzen Shaanxi und Shanxi trennt. Zwischen Yichuan und dem Kreis Ji in Shanxi bildet der Gelbe Fluss den Hukou-Wasserfall. Im Kreisgebiet befindet sich außerdem die paläolithische Longwangchan-Stätte (龙王辿遗址, Lóngwángchān yízhǐ), die seit 2013 auf der Liste der Denkmäler der Volksrepublik China steht.

## Administrative Gliederung
Auf Gemeindeebene setzt sich der Kreis aus fünf Großgemeinden und sieben Gemeinden zusammen. 